# Voedingsadditief

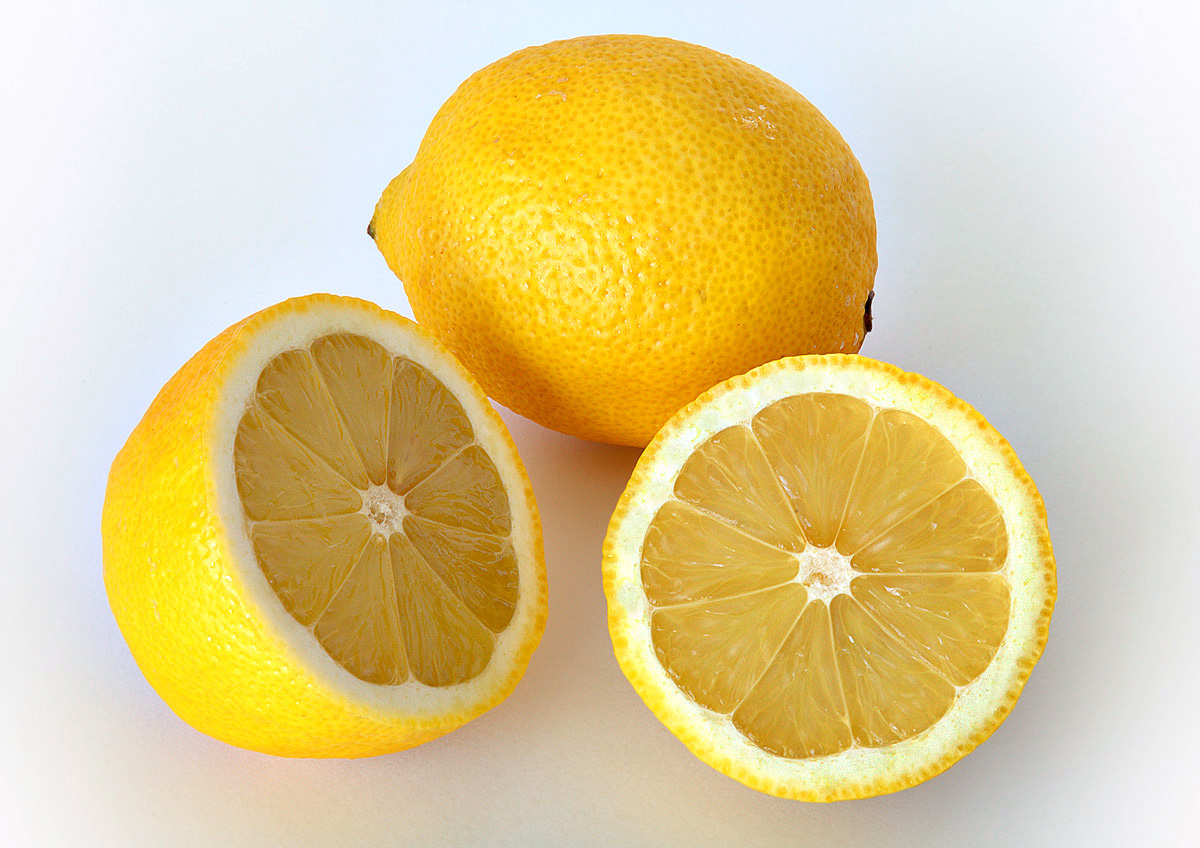
Citroenzuur wordt gebruikt als conserveermiddel en antioxidant. Het komt van nature voor in onder meer citrusvruchten.

Een voedingsadditief of voedseladditief is een stof die om technische redenen wordt toegevoegd aan een voedingsmiddel. Voorbeelden van voedingsadditieven zijn kleurstoffen, zoetstoffen en conserveermiddelen.
De toepassing van voedingsadditieven is in de tweede helft van de 20e eeuw sterk toegenomen. Inmiddels bevatten de meeste industrieel geproduceerde voedingsmiddelen voedingsadditieven voor de vervaardiging, verwerking, bereiding, behandeling, verpakking, vervoer, of opslag van de levensmiddelen. De meeste additieven zijn stoffen die vrij in de natuur voorkomen, zoals vitamine C, citroenzuur, of rode bieten. Vrijwel alle additieven zijn gedocumenteerd in de Codex Alimentarius, het internationale nummeringssysteem voor voedseladditieven. Hierin zijn standaarden en richtlijnen verzameld met betrekking tot voedsel, de productie van levensmiddelen en de voedselveiligheid. Binnen de Europese Unie is een deel van de voedseladditieven toegelaten voor gebruik in voedingsmiddelen. De toegelaten stoffen worden aangeduid met een E-nummer, waarvan de nummers verwijzen naar het nummer van de stof in de Codex Alimentarius.

## Regelgeving in Europa
In de Europese wetgeving is een voedingsadditief een toegevoegde stof die normaal niet als voedsel of als ingrediënt wordt gebruikt. De Europese regelgeving met betrekking tot voedingsadditieven is de strengste ter wereld. De stoffen die als voedingsadditief worden toegelaten hebben een E-nummer en staan op een positieve lijst. De voedingsadditieven worden beoordeeld op hun gevaareigenschappen. Daarbij wordt gekeken of de toepassing niet leidt tot gezondheidsschade. Op basis van de beoordelingen worden maximale gebruiksniveaus vastgesteld. De aanvaardbare dagelijkse inname (ADI) geeft aan hoeveel je van zo'n stof dagelijks mag innemen zonder dat er, zover bekend, noemenswaardige gezondheidsrisico's zijn. De risicobeoordeling voor voedseladditieven en smaakstoffen worden respectievelijk geregeld in de Europese verordening 1333/2008 en 1334/2008. Voor voedingsenzymen geldt een aparte wetgeving die geregeld wordt in de Europese verordening 1332/2008.

## Soorten voedingsadditieven
Een voedingsadditief is bijvoorbeeld:
- kleurstoffen
- conserveermiddelen
- antioxidanten
- emulgatoren
- verdikkingsmiddelen
- geleermiddelen
- smeltzouten
- stabilisatoren
- smaakversterkers
- voedingszuren
- zuurteregelaars
- anti-klontermiddelen
- gemodificeerde zetmelen
- zoetstoffen
- rijsmiddelen
- antischuimmiddelen
- glansmiddelen
- meelverbeteraars
- verstevigingmiddelen
- bevochtigingsmiddelen
- enzymen
- vulstoffen
- drijfgassen
- verpakkingsgassen
- geurstoffen